# Xyris dilungensis
Xyris dilungensis là một loài thực vật hạt kín trong họ Hoàng đầu. Loài này được Brylska miêu tả khoa học đầu tiên năm 1990.